# Albert Peyriguère

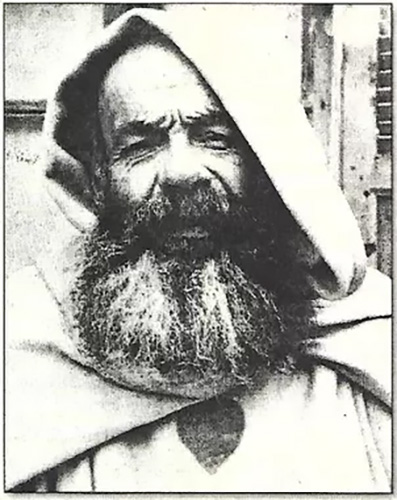

Albert Peyriguère (Trébons, 1883 - Casablanca, 1959) est un prêtre catholique français qui fut ermite au Maroc.

## Biographie
Né à Trébons (Hautes-Pyrénées) près de Lourdes le 28 septembre 1883 dans une famille d’artisans qui s’installa ensuite à Talence, Albert Peyriguère fait des études à Bordeaux, puis est ordonné prêtre en 1906 et devient professeur au Petit Séminaire. Il fait des retraites dans les monastères, trappe et chartreuse (Chartreuse de La Valsainte, Sainte-Marie-du-Désert).
Il devient brancardier pendant la guerre de 1914-1918, où sa conduite héroïque lui vaut une médaille militaire, et la croix de guerre mais aussi une très grave blessure à la mâchoire. Parti en Tunisie pour sa convalescence, il est alors aumônier d’un pensionnat de garçons et curé d’Hammamet et Nabeul. Il découvre les musulmans et l'Islam et lit alors la biographie de Charles de Foucauld, écrite par René Bazin en 1921. Enthousiaste et illuminé par cet écrit, il décide de consacrer toute sa vie à l'idéal du Père de Foucauld, dont il sera un des tout  premiers disciples avec Charles Henrion et Charles-André Poissonnier. Il porte alors le burnous orné du Sacré-Cœur sur la poitrine du Père de Foucauld.
« Ma pauvre vie a été faite de vivre ce message du P. de Foucauld, elle en a été illuminée, de jour en jour elle s’en illumine et s’en exalte davantage ».
Avec un autre prêtre, en 1926, il essaie de vivre à la manière de Charles de Foucauld près de Ghardaïa (en Algérie). Il cherche sa voie, en Tunisie, au Sud-Algérien, puis au Maroc. Le Père de Foucauld célébrait en effet souvent la messe en songeant au Maroc, pays qu'il a parcouru avec le Rabbin Mardochée Aby Serour avant sa conversion, pays qu'il aimait beaucoup et où il n'y avait pas de prêtre pour la dire. Albert Peyriguère est envoyé par son évêque soigner les malades du typhus à Taroudant. Le médecin et un frère franciscain meurent et lui tombe malade : il est transporté à Mogador (Essaouira). C’est au cours de sa convalescence qu'il découvre en accompagnant son évêque en tournée, un village du Moyen-Atlas, à 35 km de Khénifra, El Kbab, et s'installe dans une petite maison en pisé, avec chambre d'hôtes, chapelle qu'il construit et cellule comme le Père Poissonnier ; là il accueille et soigne inlassablement les Berbères dans un dispensaire. Il soigne et habille tous les enfants, accueille les indigents et les miséreux.
Il devient ethnologue (il avait appris le berbère à Marrakech) et un spécialiste de la langue et de la culture berbères, en particulier des Aït Oumala, recueillant comme Charles de Foucauld contes, récits, poésies, chansons.
Il écrit beaucoup, une abondante correspondance, publiée en partie après sa mort sous le titre Laissez-vous saisir par le Christ (lettres à une religieuse). Il publie des articles comme Recherches sur la vraie pensée du Père de Foucauld, et dans le journal le Maroc Catholique sous le pseudonyme de Paul Hector. Il fait aussi des conférences tout en gardant une vie contemplative, fondée sur l'adoration souvent nocturne, du Saint Sacrement : « C’était ça la vie du Christ lui-même : Toute la journée avec les foules, la nuit avec son Père. Que c’est bon de ressembler au Christ. »
Il nourrit notamment sa spiritualité d'Élisabeth de la Trinité, carmélite, et de saint Paul (un livre sur Saint Paul du Père Prat) mais lit aussi pendant trente cinq ans les écrits du Père Lagrange - en particulier son Commentaires des Évangiles. Il s'agit pour lui de faire « l'Expérience de la Présence ». Il mène dans son « trou de chacal » une vie ascétique dormant sur une planche et mangeant très pauvrement, travaillant beaucoup, sans souci des puces et des punaises avec lesquelles il doit cohabiter. Il reçoit la visite du futur Cardinal Journet.
Il écrit trois ans avant sa mort : « Pour moi, il y a le primat du message du Père de Foucauld. Ce message  de sa  vie missionnaire, m'étant aperçu  que c'était d'une richesse écrasante,  j'ai voulu l'exprimer par fragments mais c'était surtout le prier et le vivre  ... je veux seulement être homme du message. » Il lui parait important de ne se réclamer d'aucun groupe mais de rester seul.  Il sent l'idéal du Père de  Foucauld  menacé.  Il considère aussi la présence de la France au  Maroc  comme une faute grave, écrit des lettres, dénonce les exactions françaises, envoie des lettres aux intellectuels français, (il est alors invité à une réunion à Paris, présidée par François Mauriac) et passe pour un communiste et un révolutionnaire auprès des autorités françaises du Maroc et de l'armée. Lorsque le Maroc sera indépendant en 1956,le prince héritier Moulay Hassan, de passage à El Kbab, lui dira : « Mon père et moi, nous savons tout ce que vous avez fait et tout ce que vous faites ! ».
À la fin de sa vie, il échange à de nombreuses reprises avec Sr Odette Prévost, alors jeune religieuse, et qui sera béatifiée comme martyre en 2018. Il  meurt à l'hôpital de Casablanca le 26 avril 1959 à 15 h. Il est enterré à El Kbab. Un de ses disciples, le Père Michel Lafon vient habiter l'ermitage dès 1959
Lors de ses obsèques un jeune berbère lit ce poème d'adieu : « Le marabout n’avait pas de femme et d’enfants : tous les pauvres étaient sa famille, tous les hommes étaient ses frères. Il a donné à manger à ceux qui avaient faim. Il a habillé ceux qui étaient sans vêtements. Il a soigné les malades. Il a défendu ceux qui étaient injustement traités. Il a accueilli ceux qui n’avaient pas de maison. Tous les pauvres étaient sa famille, tous les hommes étaient ses frères. Dieu, sois miséricordieux pour lui ! »
Le 21 juillet 2010, les reliques du Père Peyriguère ont été transférées d’El Kbab (province de Khénifra), où il avait été inhumé, à l'abbaye Notre-Dame de l'Atlas.

## Écrits
- Laissez-Vous saisir par le Christ, Le Centurion, 1962 (réédition, Seuil, 1981)
- Par les chemins que Dieu choisit. Écrits spirituels, Le Centurion, 1965
- Le Temps de Nazareth. Mystique D'Une vocation, Seuil, 1964
- Une Vie qui crie L'Évangile. Lettres de 1920-1935, Centurion, 1967
- Voice from the Desert, Sheed & Ward, New York, 1967
- Aussi loin que l’Amour - Lettres du Maroc (1933-1957), Cerf, 1970
- Missionnaires avec le père de Foucauld : testament spirituel du père Peyriguère
- Dictionnaire Psychologie linguistique berbère. In Compte rendu Des Conférences de l'année 1930, 27-32. PubLg: Grench. Cat: historical linguistics, 1930.